# همیلتون (اوهایو)
همیلتون(به انگلیسی: Hamilton) شهری در ایالت اوهایو کشور ایالات متحده آمریکا است که جمعیت آن در سرشماری سال ۲۰۱۰ میلادی، ۶۲٬۴۷۷ نفر بوده‌است.